# 力持ち幽霊
力持ち幽霊（ちからもちゆうれい）は、能州（現在の石川県）に伝わる妖怪。江戸時代の随筆『四不語録』2巻「女の幽霊」に記述がある。名称は戦後の妖怪漫画家・水木しげるの著書によるもの。

## 概要
延宝年間。能州飯山の谷入に神子ヶ原という村があり、そこに住むある農民の妻は、両脇に鱗があった。さらに乳房が長く伸び、子を背負って乳房を肩にかけて飲ませていた。その上に力が非常に強く、働きぶりは男の4、5人分にも及んだ。
やがて妻は病死したが、17日目に幽霊となって現れ、夫を取り殺してしまった。その後も幽霊はたびたび現れ、村人たちを恐れさせた。
村にいた作蔵という男が、墓に穴があると幽霊が現れるという話を聞き、件の妻の墓を調べるとやはり深い穴があった。作蔵は村人たちと協力して穴を埋めたが、その夜からあの幽霊は作蔵のもとへ現れて色々と悪戯をするようになった。魔除けの名刀を借りて傍らに置くと幽霊は現れなくなったが、刀を返すとまた現れる始末だった。
あるときに作蔵が山仕事から帰って来る途中、後から誰かがついて来るのがわかった。あの幽霊かと作蔵がふり向くと、彼はそのまま掴みあげられて7、8間も先の谷底へ投げ込まれ、気絶してしまった。幽霊は作蔵が死んだと思ったのか、それ以来現れることはなかったという。